# Acacia leucophaea
Acacia leucophaea é uma espécie de leguminosa do gênero Acacia, pertencente à família Fabaceae.